# Lucianne Barroncas
Lucianne Barroncas Maia (Manaus, 1 de abril de 1988) é uma ex-nadadora e jogadora de polo aquático brasileira.

## Carreira
Lucianne foi atleta profissional de natação até 2007, sendo seu último clube a UNISANTA. Em 2010 ingressou no polo aquático em Brasília e competiu pelo Botafogo. Em setembro de 2011 iniciou sua carreira no Esporte Clube Pinheiros e conquistou muitos títulos nacionais e internacionais. Integrou o elenco da Seleção Brasileira a partir do Campeonato Sul-Americano, em 2012, e permaneceu até os Jogos Olímpicos do Rio, onde finalizou em oitavo lugar.